# Stadionul Sepsi
Stadionul Sepsi sau Arena Sepsi OSK este un stadion de fotbal din Sfântu Gheorghe, România. Acesta servește în primul rând drept stadionul de acasă al echipei Sepsi Sfântu Gheorghe. Stadionul a fost inaugurat pe 16 octombrie 2021, într-un meci din etapa a XII-a a Ligii I 2021-2022, cu ocazia meciului dintre Sepsi Sfântu Gheorghe și FC Voluntari.

## Istoric
Guvernul Ungariei a finanțat construcția stadionului, după ce Guvernul României construise anterior Sepsi Arena în același complex sportiv din Sfântu Gheorghe și mai multe patinoare de hochei, în Székelyföld, prin Compania Națională de Investiții.
Stadionul a costat 25 de milioane de euro și are o capacitate 8.400 de locuri. Lucrările de construcție au început în vara anului 2019. Arena Sepsi OSK să nu fie confundată cu Arena Sepsi situată lângă stadionul echipei de fotbal. Această arenă este o sală de gimnastică cu profil polisportiv, putând organiza și meciuri de baschet, handbal sau volei.
La arenă, din oraș se ajunge cu autobuzul numărul 5.